# District d'Iwami
Le district d'Iwami (岩美郡, Iwami-gun) est un district situé dans la préfecture de Tottori, au Japon.

## Géographie

### Démographie
En 2003, la population du district d'Iwami était estimée à 25 607 habitants répartis sur une superficie de 250,72 km2 (densité de population de 102 hab./km2).

### Divisions administratives
Le district d'Iwami est constitué du seul bourg d'Iwami.